# Spilosoma alpina
Spilosoma alpina là một loài bướm đêm thuộc phân họ Arctiinae, họ Erebidae.